# برنامه‌نویسی آرایه‌ای
برنامه‌نویسی آرایه‌ای (Array Programming)
برنامه‌نویسی آرایه‌ای یکی از پارادایم‌های مهم در علوم رایانه است که امکان اعمال عملیات را به «یک مجموعه کامل از مقادیر» به‌صورت هم‌زمان فراهم می‌کند. این روش به‌ویژه در محاسبات علمی، مهندسی، یادگیری ماشین و پردازش داده‌های حجیم کاربرد دارد. برنامه‌نویسی آرایه‌ای به کاربران اجازه می‌دهد تا محاسبات را بدون نیاز به استفاده از حلقه‌های صریح روی داده‌های چندبعدی انجام دهند، که این امر باعث بهبود کارایی و خوانایی کد می‌شود.

## ویژگی‌های برنامه‌نویسی آرایه‌ای
زبان‌های برنامه‌نویسی مدرن که از برنامه‌نویسی آرایه‌ای پشتیبانی می‌کنند (که به نام زبان‌های برداری یا چندبعدی هم شناخته می‌شوند) برای تعمیم عملیات روی اسکالرها طراحی شده‌اند، به گونه‌ای که به‌صورت شفاف و غیرمحسوس روی بردارها، ماتریس‌ها و آرایه‌های با بعد بالاتر اعمال شوند. این زبان‌ها معمولاً از پردازش برداری (Vectorization) بهره می‌برند که باعث کاهش سربار پردازشی و افزایش بهره‌وری می‌شود.

## مثالی از برنامه‌نویسی آرایه‌ای در پایتون
در اینجا مثالی از نحوه‌ی اعمال عملیات جمع روی دو آرایه در پایتون را مشاهده می‌کنید:

### روش سنتی با استفاده از حلقه for
```
import
 
numpy
 
as
 
np

a
 
=
 
np
.
array
([
1
,
 
2
,
 
3
,
 
4
])

b
 
=
 
np
.
array
([
5
,
 
6
,
 
7
,
 
8
])

result
 
=
 
[]

for
 
i
 
in
 
range
(
len
(
a
)):

    
result
.
append
(
a
[
i
]
 
+
 
b
[
i
])

print
(
result
)
  
# خروجی: [6, 8, 10, 12]

```

### روش آرایه‌ای با استفاده از NumPy
```
import
 
numpy
 
as
 
np

a
 
=
 
np
.
array
([
1
,
 
2
,
 
3
,
 
4
])

b
 
=
 
np
.
array
([
5
,
 
6
,
 
7
,
 
8
])

result
 
=
 
a
 
+
 
b
  
# انجام عملیات به‌صورت برداری

print
(
result
)
  
# خروجی: [6 8 10 12]

```

در نسخه‌ی آرایه‌ای، عملیات روی کل آرایه انجام شده و نیازی به حلقه‌ی اضافی نیست، که این روش را بسیار سریع‌تر و کارآمدتر می‌کند.

## مزایای برنامه‌نویسی آرایه‌ای
- افزایش سرعت اجرا: اجرای هم‌زمان عملیات بر روی داده‌های چندبعدی بدون نیاز به حلقه‌های صریح.
- کاهش پیچیدگی کد: کدهای کوتاه‌تر و خواناتر نسبت به روش‌های سنتی مبتنی بر حلقه‌ها.
- بهینه‌سازی پردازشی: استفاده بهینه از معماری پردازنده‌های مدرن که از پردازش برداری پشتیبانی می‌کنند.
- بهبود کارایی در پردازش داده‌های حجیم: مناسب برای کار با داده‌های علمی و یادگیری ماشین.

## کاربردهای برنامه‌نویسی آرایه‌ای
برنامه‌نویسی آرایه‌ای در طیف وسیعی از حوزه‌های فناوری مورد استفاده قرار می‌گیرد، از جمله:
- محاسبات علمی و مهندسی (مثلاً MATLAB و SciPy در پایتون)
- یادگیری ماشین و هوش مصنوعی (مانند TensorFlow و PyTorch)
- پردازش تصویر و گرافیک کامپیوتری (استفاده در OpenCV و DirectX)
- تحلیل داده و کلان‌داده‌ها (مانند Pandas و NumPy در پایتون)

## زبان‌های برنامه‌نویسی پشتیبان برنامه‌نویسی آرایه‌ای
برخی از زبان‌ها و کتابخانه‌های مهم که این سبک برنامه‌نویسی را پشتیبانی می‌کنند عبارت‌اند از:
- APL (یکی از اولین زبان‌هایی که از برنامه‌نویسی آرایه‌ای پشتیبانی کرد)
- J و K (زبان‌های برداری پیشرفته برای پردازش داده)
- MATLAB (به‌طور گسترده در محاسبات علمی استفاده می‌شود)
- Python (NumPy، Pandas، SciPy) (برای تحلیل داده، یادگیری ماشین و پردازش تصویر)
- Julia (زبان برنامه‌نویسی با کارایی بالا برای محاسبات عددی)
- Fortran (استفاده در محاسبات علمی و مدل‌سازی عددی)

## چالش‌های برنامه‌نویسی آرایه‌ای
- مصرف حافظه بالا: پردازش هم‌زمان داده‌ها ممکن است به حافظه بیشتری نیاز داشته باشد.
- محدودیت در برخی الگوریتم‌ها: همه مسائل محاسباتی را نمی‌توان به‌طور مؤثر با این روش حل کرد.
- وابستگی به سخت‌افزار: برخی پردازش‌های برداری نیازمند پردازنده‌هایی با پشتیبانی از SIMD (Single Instruction, Multiple Data) هستند.

## جمع‌بندی
برنامه‌نویسی آرایه‌ای یک روش قدرتمند برای پردازش داده‌ها در علوم کامپیوتر است که باعث افزایش سرعت، کاهش پیچیدگی و بهینه‌سازی محاسبات می‌شود. با توجه به رشد روزافزون کلان‌داده‌ها و یادگیری ماشین، اهمیت این روش برنامه‌نویسی بیشتر از همیشه شده است.